# Amblyceps platycephalus
Amblyceps platycephalus és una espècie de peix de la família dels amblicipítids i de l'ordre dels siluriformes.
Els adults poden atènyer 6 cm de longitud total. Tenen 41 vèrtebres. És un peix d'aigua dolça i de clima tropical que viu a la conca del riu Salween a Tailàndia.